# 3519 Ambiorix
3519 Ambiorix este un asteroid din centura principală, descoperit pe 23 februarie 1984 de Henri Debehogne. Numele său este o onoare adusă liderului militar belgo-maghiar Ambiorix , conducătorul Eburonilor.